# Глишик
Глишик (на македонска литературна норма: Глишиќ) е село в Северна Македония, в община Кавадарци.

## География
Селото е разположено в областта Тиквеш на десния бряг на река Луда Мара в падина под рида Градище, на около 3 киломера северно от общинския център Кавадарци и на практика е негов квартал.

## История
В XIX век Глишик е българско село в Тиквешка кааза на Османската империя. Според статистиката на Васил Кънчов („Македония. Етнография и статистика“) от 1900 година Глишикъ има 284 жители всички българи, от които 200 християни и 84 мохамедани.
Цялото християнско население на селото е под върховенството на Българската екзархия. По данни на секретаря на екзархията Димитър Мишев („La Macédoine et sa Population Chrétienne“) в 1905 година в Галишик има 224 българи екзархисти и работи българско училище.
При избухването на Балканската война в 1912 година 2 души от Глишик са доброволци в Македоно-одринското опълчение.
След Междусъюзническата война в 1913 година селото попада в Сърбия.
На етническата си карта от 1927 година Леонард Шулце Йена показва Глишич (Glišić) като смесено българско християнско и българо-мохамеданско (помашко) село.

## Глишик днес
Глишик е добре уредено и голямо село с добра инфраструктура, за това спомагат благоприятното му разположение в плодородния Тиквеш, близостта до Кавадарци и факта, че селото лежи на пътя свързващ Кавадараци и Неготино. Селото е купно и се разделя на Горна и Долна махала от пътя. В Глишик работи основно осемгодишно училище, има електрификация, водовод, канализация и две бензиностанции.

### Демография
Селото е смесено християнско-мюсюлманско, като мюсюлманите живеят заедно с християни предимно в Горната махала. Според преброяването от 2002 година селото има 1562 жители, самоопределили се както следва:
| Националност     | Всичко |
| северномакедонци | 1547   |
| албанци          | 0      |
| турци            | 0      |
| роми             | 0      |
| власи            | 4      |
| сърби            | 5      |
| бошняци          | 0      |
| други            | 6      |

### „Свети Димитър“
Основна забележителност на селото е старата църква „Свети Димитър“, разположена в непосредствена близост до Глишик. Изградена и изписана в XIX век, църквата е еднокорабна базилика с отворен трем от западната страна. В края на XX век църквата е пред разпад и със средства на местното население започва нейното обновяване, при което обаче са унищожени старите стенописи. Преди реконструкцията на северната стена в наоса на църквата е изписано Второто пришествие Христово (Страшният съд). На южната стена преди обнояването са запазени образите на Свети Зосим, Мария Египтянка и Свети Игнатий. На иконостаса в църквата има резбовани царски двери с иконопис със следното съдържание: „Сия двери я приложил Стоян Николов и син му Ило и внук му Лазо зограф Йоана Джиков от Осой и Спасе Ангелков от Гари 1869“.

## Личности
Родени в Глишик
- Никола Бадев (1918 – 1976), македонски народен певец